# Sphegigaster nigricornis
Sphegigaster nigricornis är en stekelart som först beskrevs av Christian Gottfried Daniel Nees von Esenbeck 1834.  Sphegigaster nigricornis ingår i släktet Sphegigaster och familjen puppglanssteklar. Arten är reproducerande i Sverige. Inga underarter finns listade i Catalogue of Life.